# Petroselinum segetum
Petroselinum segetum (Syn.: Sison segetum) ist eine Pflanzenart aus der Gattung Petroselinum innerhalb der Familie der Doldenblütler (Apiaceae). Ihr Verbreitungsgebiet erstreckt sich vom westlichen bis in das südliche Europa.

## Beschreibung

### Erscheinungsbild und Laubblatt
Petroselinum segetum wächst als schlanke, einjährig oder zweijährig krautige Pflanze. Die Pfahlwurzel ist schlank und spindelförmig. Die oberirdischen Pflanzenteile sind kahl und mehr oder weniger bereift. Sie erreicht Wuchshöhen bis zu 100 Zentimetern. Der aufrechte, nicht hohle, stielrunde, gestreifte Stängel ist spreizend verzweigt. Die Pflanze wird 30 bis 65 (bis 100) Zentimeter hoch.
Die nahe der Pflanzenbasis wechselständig am Stängel angeordneten Laubblätter besitzen einen dünnen Blattstiel. Die im Umriss linealisch-längliche Blattspreite ist einfach gefiedert. Die Blattspreiten bestehen aus vier bis zwölf Paaren von fast sitzenden, bei einer Länge von 0,5 bis 3,5 Zentimetern fast kreisförmigen bis lanzettlichen, eiförmigen Abschnitten, deren gesägte oder manchmal leicht gelappte Ränder verdickt und deren stumpfen Zähne einen harten Rand und eine 0,5 Millimeter lange Stachelspitze besitzen. Diese Zähne sind zäh und aufgebogen.

### Blütenstand, Blüte und Frucht
Auf einem langen Blütenstandsschaft steht ein sehr unregelmäßiger doppeldoldiger Blütenstand mit zwei bis zehn glatten, ungleichen, (3 bis) 9 bis 28 Millimeter langen Strahlen, die jeweils ein pfriemliches Hüllblatt und zwei bis fünf pfriemliche Hüllblättchen besitzen. Jedes Döldchen hat 6 bis 8 Blüten. Die fast sitzenden bis 1 bis 4 Millimeter lang gestielten Blüten sind meist zwittrig und radiärsymmetrisch. Die Kelchblätter sind klein. Die Kronblätter sind weiß und 0,9 bis 1,1 Millimeter lang. Sie sind an der Spitze stumpf oder ausgerandet und umgeschlagen. Die Fruchtstiele sind kurz bis 15 Millimeter lang. Die Spaltfrucht zerfällt bei einer Länge von 2,5 bis 3 Millimeter in zwei eiförmige, seitlich abgeflachte, glatte Teilfrüchte.

### Chromosomenzahl
Die Chromosomenzahl beträgt 2n = 16 oder 18.

## Ähnliche Arten
Petroselinum segetum kann leicht mit Sison amomum verwechselt werden, das aber extrem unterschiedlich lange Doldenstrahlen und mehr Blattabschnitte aufweist. Es hat dickere Hauptrippen auf den Spaltfrüchten; auch fehlt ihm der charakteristische Geruch nach Petroleum.

## Vorkommen
Petroselinum segetum ist in Europa vom Vereinigten Königreich über die Niederlande, Belgien südwärts über Frankreich bis Italien, Kroatien, Spanien und Portugal beheimatet. Die Art besiedelt im Vereinigten Königreich ungenutzte oder vergraste landwirtschaftliche Flächen, Weiden, Heckenreihen und Flussbänke. Sie steigt auf der Iberischen Halbinsel bis 800 Meter Meereshöhe auf.

## Taxonomie
Diese Art wurde 1753 unter dem Namen Sison segetum durch Carl von Linné in Species Plantarum, Tomus I, S. 252 erstveröffentlicht. Sie wurde 1824 unter dem Namen Petroselinum segetum von Wilhelm Daniel Joseph Koch in Nova Acta Physico-Medica Academiae Caesareae Leopoldino, Band 12 (1), Seite 128 in die Gattung Petroselinum gestellt. Ein weiteres Synonym für Petroselinum segetum (L.) W.D.J.Koch ist Apium segetum (L.) Dum. Nach Ralf Hand ist die Art besser als Sison segetum L. in die Gattung Sison zu stellen.